# Fokker D.VII
Fokker D.VII var ett tyskt jaktflygplan som användes i slutet av första världskriget. Planet tillverkades av 
Fokker-Flugzeugwerke och konstruerades av Fokkers chefskonstruktör Reinhold Platz. Tyskland hann tillverka omkring 3 300 plan under sommaren och hösten 1918. I tjänst visade sig Fokker D.VII har överlägsna kvalitéer som jaktplan. Ett av villkoren i Versaillesfreden var att alla kvarvarande Fokker D.VII skulle överlämnas till segermakterna. Under efterkrigstiden kom planet att användas i många länder.

## Konstruktion
Fokkers chefskonstruktör Reinhold Platz hade sedan 1916 arbetat med en serie prototypflygplan, V-serien, som karakteriserades av användningen av tjocka vingprofiler som gav plats för en intern vingbalk vilket eliminerade behovet av att låta vingarna bilda ett fackverk genom att förbinda dem med mängder av tvärstag och vajrar. Dessa tvärstag och vajrar var en stor källa till luftmotstånd hos det tidiga 1900-talets flygplan. Vid Göttingens universitet hade Ludwig Prandtl visat på fördelarna med tjocka vingprofiler vid höga Reynoldstal, hög maximal lyftkraftskoefficient och lågt luftmotstånd. Vid tidigare utveckling av vingprofiler hade man försökt imitera de tunna vingprofilerna hos fåglar samt att man hade utfört vindtunneltester på vingprofilerna vid extremt låga Reynoldstal, som markant skiljde sig från det som förekom på fullskaliga flygplan. Vid låga Reynoldstal har tjocka vingprofiler ett markant högre luftmotstånd än tunna vingprofiler, medan skillnaden vid höga Reynoldstal är små i luftmotstånd; därigenom hade man på felaktiga grunder föredragit extremt tunna vingprofiler. 

## Användare
- Argentinas flotta
- Österrike-Ungerns flotta
- Belgiens flygvapen
- Bulgariens flygvapen
- Tjeckoslovakiska flygvapnet
- Danmarks flygvapen
- Finlands flygvapen
- Tyskland flygvapen
- Ungerns flygvapen
- Nederländernas flygvapen
- Lettlands flygvapen
- Litauens flygvapen
- Polens flygvapen
- Rumäniens flygvapen
- Sovjetunionens flygvapen
- Svenska flygvapnet
- Schweiz flygvapen
- Osmanska flygvapnet
- USA:s flygvapen